# 光崩壊
光崩壊 (英: Photodisintegration) とは、非常に高いエネルギーのガンマ線が原子核に作用することによって、原子が崩壊する過程のこと。光壊変や光分解ともよばれる。原子核から陽子が叩き出されることによって起こる。
光崩壊は、本質的には核融合とは逆の過程である。対象となる原子核が鉄より軽い時は吸熱性であり、原子核が鉄以上に重い時には放熱を行う。光崩壊は、超新星元素合成（p過程）において重要な役割を果たす。

## 反応式
重水素が光崩壊によって崩壊する形式は以下のように記すことができる。
{\displaystyle {\ce {{^{2}_{1}D}+\gamma ->{}_{1}^{1}{H}+{\it {n}}}}}
この式では重水素(D)にガンマ線があたることで重水素が崩壊し、軽水素と中性子に分裂している。
この反応は陽子と中性子の質量の違いを測定するために、ジェームズ・チャドウィックとモーリス・ゴールドハバーに利用された。この実験によってアーネスト・ラザフォードが予測したように、中性子が陽子と電子の束縛系ではないことを証明した。
より重い原子による反応ではネオン燃焼の際のネオンが以下の壊変を遂げる。
{\displaystyle {\ce {{^{20}Ne}+\gamma ->{}^{16}{O}+{}^{4}He}}}
また、珪素燃焼の際には高温高圧下で以下の反応が起こる。
{\displaystyle {\ce {^{28}{Si}+\gamma ->{{}^{27}Al}+{\it {p}}}}}
{\displaystyle {\ce {^{28}{Si}+\gamma ->{{}^{24}Mg}+{}^{4}He}}}
マグネシウムはさらに分解される可能性を持つ。
天文物理学者によって92Moや144Smの光崩壊の例も研究されている。

## 超新星、極超新星
超新星の際、星がその寿命の終わりに着くと、500億度を超える高温高圧を保つ恒星の中心では黒体放射の光により鉄の光崩壊が起こる。鉄はその多くがヘリウムと中性子に分解される。
{\displaystyle {\ce {{^{56}Fe}+\gamma ->{13^{4}He}+4{\it {n}}}}}
また、同時に電子捕獲も行われ、陽子が中性子に変化する。これらの結果、恒星の中心部は最終的に中性子の塊に変化していく。中性子の芯は冷え始め、中心部から外へ向かう圧力が減少し、収縮し始める。そこに重力によって外部の鉄原子がなだれ込み、中心の芯と衝突する。このとき衝撃波が発生し、衝撃波は冷えた中性子の核から発せられるニュートリノで増幅され、これによって恒星は爆散する。
太陽の250倍よりも大きい恒星の場合、その最期である極超新星爆発において、光崩壊はより重要な要因となる。鉄以上の重さを持つ原子の光崩壊ではエネルギーが大きく吸収される。恒星の最終段階では光崩壊による吸熱が星の核の温度と圧力を低下させる程に大きくなる。これによって光崩壊で奪われたエネルギーの代償として核の崩壊の始まりが引き起こされ、重力崩壊する核はブラックホールとなる。

## 参照
1. ↑  James Chadwick and Maurice Goldhaber, "A nuclear 'photo-effect': disintegration of the diplon by {\displaystyle \gamma } rays", Nature,134, 237-38 (1934).
2. ↑  Derek Livesy,Atomic and Nuclear Physics, Blaisdell Publishing Company, Waltham, Mass. 1996, p. 347
3. ↑  C. Nair, et al; Photodisintegration studies on p-nuclei: the case of Mo and Sm isotopes; 2008 J. Phys. G: Nucl. Part. Phys. 35 014036 (6pp)   doi: 10.1088/0954-3899/35/1/014036